# Neptis ambina
Neptis ambina är en fjärilsart som beskrevs av Hans Fruhstorfer 1908. Neptis ambina ingår i släktet Neptis och familjen praktfjärilar. Inga underarter finns listade i Catalogue of Life.